# Administrateur exécutif de Koror
Cet article court présente un sujet plus développé dans : Gouverneur de Koror.
La fonction d'administrateur exécutif de Koror est le nom donné au chef de l’exécutif de l’État paluan de Koror entre l'entrée en vigueur de la constitution kororaise en octobre 1983 et l'entrée en fonction du premier gouverneur en janvier 1998 après les élections générales de novembre 1997.